# Geheimprojekt Doombolt
Geheimprojekt Doombolt (Originaltitel: The Doombolt Chase – „Die Doombolt-Jagd“) ist eine sechsteilige britische Abenteuer-Jugendserie aus dem Jahr 1978. Sie wurde in Großbritannien von HTV ausgestrahlt und in Deutschland von der ARD. Regie führten Robert Fuest und Peter Graham Scott.

## Handlung
Während einer Nachtpatrouille im Bristolkanal erhält der Kapitän der Fregatte HMS Crescendo von der britischen Marine, David Wheeler, einen in einem unbekannten Code verschlüsselten Funkspruch. Daraufhin scheint Wheeler verrückt zu spielen: Er lässt den Kurs ändern und rammt gezielt ein kleines Fischerboot, das restlos im Kanal versinkt. Daraufhin wird er umgehend vor ein Militärgericht gestellt, äußert sich aber seltsamerweise nicht zu dem Fall – nicht einmal gegenüber seinem Freund und Verteidiger, Commander Jeffrey Vallance, noch gegenüber seinem einzigen Sohn Richard.
Verstört über den Vorfall und die seltsame Haltung seines Vaters, beschließt Richard zusammen mit seinen Freunden Lucy und Pete, einem Besatzungsmitglied der Crescendo, den Fall auf eigene Faust aufzuklären und die Unschuld seines Vaters zu beweisen. Zufälligerweise kennt er den Code, den sein Vater entschlüsselt hat, und dessen Erfinder: Hugh Spencer, einen ehemaligen Marineoffizier und ein Freund seines Vaters. Richard beschließt ihn aufzusuchen, doch da die Marine sich entschlossen hat, ihn fürs Erste wegzuschicken, und ihn bis zur Abreise unter Bewachung gestellt hat, türmt er kurzerhand mit seinen Freunden und dem Segelboot seines Vaters. Um Zeit zu sparen, segeln sie direkt durch eine Sperrzone der Navy; dabei finden sie ein funkgesteuertes Boot vor, das eine merkwürdige Antennenvorrichtung trägt. Doch bevor sie das Boot näher untersuchen können, fährt es ihnen von selbst davon.
Als sie bei Spencer ankommen, finden sie dessen Haus leer und Spuren eines Kampfes vor. Mit den wenigen Hinweisen, die ihnen verbleiben, finden sie das Wort „Doombolt“ und eine markierte Kartenfolie, die sie zu einem Landhaus namens Scudmore führt. Dort sehen sie dessen Bewohner in merkwürdigen silbernen Anzügen herummarschieren, die sich als Schutzanzüge gegen Ultraschall herausstellen, und werden heimlich Zeugen von einer Demonstration eines neuartigen Waffensystems, erfunden von Franz Bayard.
Das Doomboltsystem stellt sich als neuartiges, fortgeschrittenes Raketenlenksystem heraus, an welchem die Navy schon gearbeitet hat. Das Design sieht vor, dass eine Atomrakete, eingebettet im Meeresgrund rund um die britische Hauptinsel, durch ein unauffälliges, funkgesteuertes Sonarboot ausgelöst und nach dem Auftauchen vom Doombolt ins Ziel gelenkt werden soll. Allerdings hatte das System der Navy einige Fehler, die Bayard inzwischen beseitigt hat: Anstatt eines Lenkstrahles, wie die Navy ihn im Sinne hatte, sollen zwei unabhängig gesendete und an einem Zentralpunkt gebündelte Strahlen die Rakete führen. Bayard, der für die Navy am Doombolt gearbeitet hatte, will jedoch jetzt für seinen eigenen Profit arbeiten und ist bereit, das Design an eine ausländische Macht zu verkaufen; zur Demonstration will er einen neuen Supertanker, die Fiddig Brey, mithilfe des Doombolts und einer gestohlenen Rakete versenken. Vom Doomboltprojekt wussten nur einige wenige bei der Navy, darunter Wheeler und sein Vorgesetzter Captain Hatfield, doch es gibt Anzeichen, dass es einen Maulwurf bei der Navy gibt. Hugh Spencer hatte undercover gegen Bayard gearbeitet, wurde jedoch entdeckt und gefangen genommen. Das Boot, das Wheeler versenkt hatte, war das Sonarsignalboot der Navy, welches Bayard kidnappen wollte; dieses wurde aber schon durch das geheimnisvolle Boot in der Sperrzone ersetzt.
Nachdem Richard, Pete und Lucy das erfahren haben, flüchten sie aus Scudmore und versuchen die Navy in Bristol zu informieren. Dabei begegnen sie Vallance, der sich anbietet, sie zum Haus des Stützpunktkommandanten in den Brecon Beacons zu fahren. Während der Fahrt jedoch entdecken die Teenager, dass Vallance mehr Dinge weiß, als er eigentlich sollte, und wie es sich herausstellt, ist er tatsächlich Bayards Maulwurf in der Navy. Sofort flüchten sie aus dem Wagen, werden aber nach einer langen Irrflucht von Vallance und Bayards Männern, die den ersten Doomboltsender in der Gegend aufstellen wollten, gefangen genommen. Nachdem er erfahren musste, dass sein Sohn ganz in der Nähe war und nun auch über den Doombolt Bescheid weiß, fährt David Wheeler ebenfalls in die Beacons; er schafft es zwar, Spencer zu finden, dann werden aber beide gefangen und zu den Teens gesteckt.
Während Bayards Leute sich bereitmachen, den zweiten Sender aufzustellen, tauschen die Gefangenen ihre Informationen aus, und durch gezieltes Lauschen erfahren sie die Ausrichtungswinkel der Sender. Als sie nach getaner Arbeit nun zum Doombolt-Kommandozentrum gebracht werden sollen, gelingt es Lucy, ihre Fesseln abzustreifen und zu fliehen. Nach einer verzweifelten Flucht kann sie schließlich die Navy kontaktieren und ihnen die vitalen Informationen zu geben, die sie brauchen, um den Doombolt ausfindig zu machen: Cragfest Island, eine Felseninsel inmitten des Kanals. Sofort wird eine Kompanie der Royal Marines dorthin geschickt, um den Doombolt auszuschalten.
Währenddessen prahlt Bayard vor seinen Gefangenen mit dem Doombolt und schickt sich an, die Demonstration einzuleiten, als die Marines die Insel stürmen. Pete und Wheeler gelingt es, sich zu befreien; sie stürzen sich auf Bayard und Vallance, und im anschließenden Kampf wird der Doombolt so schwer beschädigt, dass er sich überlädt. Den Anwesenden gelingt es noch in letzter Sekunde zu flüchten, bevor die Kommandozentrale explodiert, doch Bayard und Vallance können in einem Mini-Uboot entkommen. Wieder rehabilitiert, macht sich David Wheeler mit seinem Sohn, Lucy und Pete für einen Bootsausflug bereit, der damit beginnt, dass Lucy Pete versehentlich im Hafenbecken landen lässt.

## Medien
Im Dezember 2009 wurde die Serie in Großbritannien auf DVD veröffentlicht.